# Leucauge aurocincta
Leucauge aurocincta là một loài nhện trong họ Tetragnathidae.
Loài này thuộc chi Leucauge. Leucauge aurocincta được miêu tả năm 1877 bởi Thorell.